# Anna Belfer-Cohen

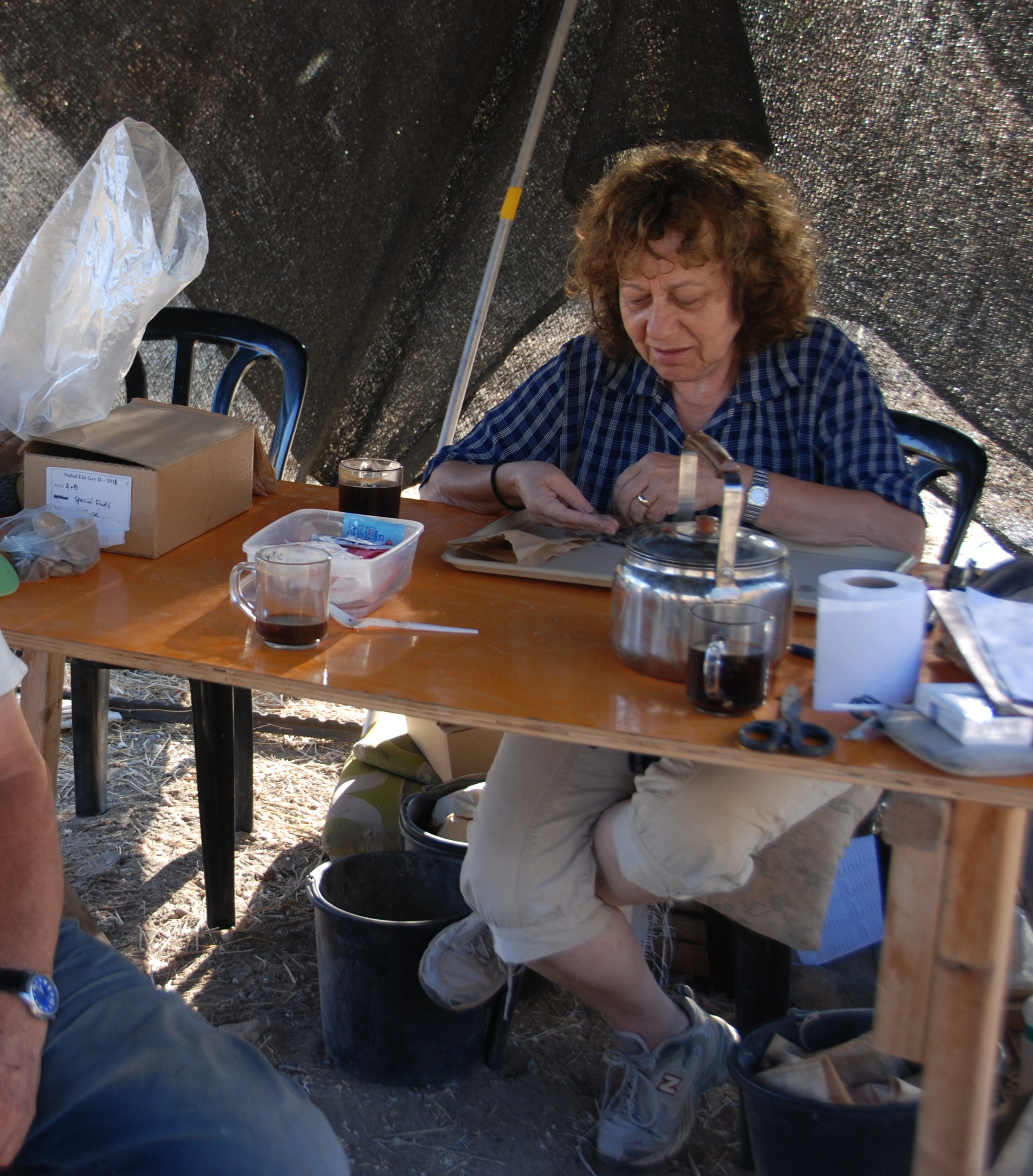
Anna Belfer-Cohen in Nahal Ein Gev II

Anna Belfer-Cohen (hebräisch אנה בלפר-כהן; geboren 3. November 1949 in Riwne, Ukraine) ist eine israelische Archäologin, Paläoanthropologin und Hochschullehrerin an der Hebräischen Universität Jerusalem.

## Leben
Belfer-Cohen wanderte aus der Ukrainischen Sozialistischen Sowjetrepublik nach Israel ein.
Sie promovierte 1988 an der Hebräischen Universität Jerusalem mit einer Arbeit zum Thema The Natufian settlement at Hayonim cave: a hunter gatherer band on the threshold of agriculture.
Belfer-Cohen hatte dort später eine Professur am Institut für Archäologie inne.

## Mitgliedschaften
Belfer-Cohen ist Mitarbeiterin in den Redaktionen von
- Qadmoniot bei der Israel Exploration Society in Jerusalem
- Masa Aher in Tel Aviv
- Journal of the Israel Prehistoric Society in Jerusalem als Mitherausgeberin
- Paleorient des Centre national de la recherche scientifique in Paris
- Journal of Eurasian Prehistory der Harvard University in Cambridge und der Universität Warschau
- Mediterranean Archaeology and Archaeometry – International Journal in Kreta

Belfer-Cohen ist Mitglied des Führungsgremiums der International Union of Prehistory and Protohistory – Commission VII – Jungpaläolithikum.

## Vorlesungen
Belfer-Cohen hielt Vorlesungen zu den folgenden Themen:
- Modelle und Theorien in der prähistorischen Forschung
- Die Kultur des Natufien und die Ursprünge der Landwirtschaft
- Steinzeitliche Technologie und Typologie
- Altsteinzeitliche Kunst
- Paläoanthropologie und menschliche Evolution
- Das menschliche Skelett
- Die Evolution des menschlichen Gehirns
- Komplexe Gesellschaften
- Die Bedeutung von Stil in der materiellen Kultur
- Jungpaläolithische archäologische Entitäten[1]

## Forschungsinteressen
Belfer-Cohen beschäftigt sich mit der prähistorischen Herstellung und Verwendung von Stein- und Knochenwerkzeugen.
Sie untersucht menschliche Überreste und Zeugnisse künstlerischer Betätigung aus dieser Zeit.
Ihr Hauptinteresse liegt auf den allerersten Anfängen menschlicher Kultur.
Belfer-Cohen studierte das Jungpaläolithikum und das Epipaläolithikum in Vorderasien.
Sie betrachtete den Übergang von extraktiven Wirtschaftsformen zu nahrungsproduzierenden Wirtschaftsformen und deren Einfluss auf die Kognition, das Verhalten und die Anpassung des Menschen.
Belfer-Cohen forschte auch auf dem Gebiet der Bestattungsbräuche und dem Gebiet der Ausbreitung des Menschen über die Erde.

## Ausgrabungen
Belfer-Cohen nahm an vielen Ausgrabungen teil und wertete deren Ergebnisse in ihren Artikeln aus.
In Israel:
- 1992–2000: Hayonim-Höhle (Natufien) ⊙
- 1981–1990: Kebara-Höhle ⊙ unter Leitung von Bernard Vandermeersch und Ofer Bar-Yosef
- Nahal Ein Gev II ⊙
- Upper Besor VI ⊙
- Fazael IV (Natufien) ⊙
- Kaizer Hill Steinbruch (Präkeramisches Neolithikum A) ⊙
- Hilazon Tachtit Cave ⊙

In Georgien:
- Dzudzuana-Höhle ⊙
- Kotias Klde ⊙
- Satsurblia-Höhle ⊙[1][4]

## Veröffentlichungen (Auswahl)
- Anna Belfer-Cohen, Isaac Gilead, Avi Gopher, Naama Goren-Inbar, Adrian Nigel Goring-Morris, Erella Hovers: Ofer Bar-Yosef (1937–2020) and the New Israeli Prehistory, 2020
- Anna Belfer-Cohen, Adrian Nigel Goring-Morris: From the Epipalaeolithic into the earliest Neolithic (PPNA) in the South Levant, 2020
- Adrian Nigel Goring-Morris, Anna Belfer-Cohen: Highlighting the PPNB in the Southern Levant, 2020
- Liliane Meignen, Ofer Bar-Yosef, Baruch Arensburg, Daniella E. Bar-Yosef Mayer, Anna Belfer-Cohen: Kebara Cave, Mt. Carmel, Israel, Part II: The Middle and Upper Paleolithic Archaeology, Peabody Museum of Archaeology & Ethnology,U.S., 2020, ISBN 978-0873655545
- Ofer Bar-Yosef, Anna Belfer-Cohen: Bar-Yosef & Belfer-Cohen 2019 Kebara UP industries, 2020
- Ofer Bar-Yosef, Baruch Arensburg, Anna Belfer-Cohen, Paul Goldberg, Liliane Meignen, Mary C. Stiner, Natalie D. Munro, Stephen Weiner: Hayonim Cave in Part III: Archaeology of Human Evolution, S. 231–240, 2017, Cambridge University Press,  doi:10.1017/9781316106754.026 online als pdf
- Noa Klein, Anna Belfer-Cohen, Leore Grosman: Bone Tools as the Paraphernalia of Ritual Activities: A case Study from Hilazon Tachtit Cave, 2017
- Ron Pinhasi, Tengiz Meshveliani, Zinovi Matskevich, Guy Bar-Oz, Lior Weissbrod, Christopher E. Miller, Keith Wilkinson, David Lordkipanidze, Nino Jakeli, Eliso Kvavadze, Thomas F. G. Higham, Anna Belfer-Cohen: News and Views Morphological description and morphometric analyses of the Upper Palaeolithic human remains from Dzudzuana and Satsurblia caves, western Georgia
- Ofer Bar-Yosef (Herausgeber), Janusz K. Kozlowski (Herausgeber), Anna Belfer-Cohen (Herausgeber): Eurasian Prehistory 11: A Journal for Primary Data, Peabody Museum Publications; Illustrated Edition, 2015, ISBN 978-8393421893
- Anna Belfer-Cohen (Herausgeber): Eurasian Prehistory Volume 9:1-2: A Journal for Primary Data, AMER SCHOOL OF PREHISTORIC RES, 2013, ISBN 978-8393421831
- Ofer Bar-Yosef, Anna Belfer-Cohen, Tengiz Mesheviliani, Nino Jakeli: Dzudzuana: an Upper Palaeolithic cave site in the Caucasus foothills (Georgia), 2011
- Elena A. A. Garcea (Herausgeber), Nick Barton, Ofer Bar-Yosef, Anna Belfer-Cohen, Abdeljalil Bouzouggar: South-Eastern Mediterranean Peoples Between 130,000 and 10,000 Years Ago, Oxbow Books; Illustrated Edition, 2010, ISBN 978-1842174036
- Leore Grosman, Natalie D. Munro, Anna Belfer-Cohen: A 12,000-year-old Shaman Burial from the Southern Levant (Israel), 2008, Hilazon Tachtit Cave
- Tengiz Meshveliani, Guy Bar-Oz, Ofer Bar-Yosef, Anna Belfer-Cohen: Mesolithic Hunters at Kotias Klde, Western Georgia: Preliminary Results
- Mary C. Stiner, Ofer Bar-Yosef, Anna Belfer-Cohen, Paul Goldberg, Steven L. Kuhn, Amy V. Margaris: Faunas of Hayonim Cave, Israel, a 200.000-Year Record of Paleolithic Diet, Demography, and Society, BULLETIN AMERICAN SCHOOL OF PREHISTORIC RESEARCH, Band 48, Harvard University Press, 2005, ISBN 978-0873655521
- Baruch Arensburg, Belfer-Cohen A.: Sapiens and Neandertals in Akazawa T., Aoki K., Bar-Yosef O. (Herausgeber) Neandertals and Modern Humans in Western Asia, 2002, Springer, Boston, MA., ISBN 978-0-306-45924-5
- A. Nigel Goring-Morris, Anna Belfer-Cohen: More than Meets the Eye: Studies on Upper Palaeolithic Diversity in the Near East, Oxbow Books; Illustrated Edition, 2002, ISBN 978-1842170823
- Ofer Bar-Yosef, Anna Belfer-Cohen: Nahal ein Gev II. A late epipaleolithic site in the Jordan Valley, 2000
- Leore Grosman, Anna Belfer-Cohen, Ofer Bar-Yosef: The Final Natufian site – Fazael IV, 1999
- Mina Weinstein-Evron, Anna Belfer-Cohen: Natufian figurines from the new excavations of the el-Wad Cave, Mount Carmel, Israel, Rock Art Res. 10, S. 102–106, 1993.
- Belfer-Cohen, A., L. Schepartz, and B. Arensburg: New Biological Data for the Natufian Populations in Israel in The Natufian Culture in the Levant, 1991, Edited by O. Bar-Yosef and F. R. Valla, S. 411–424. Ann Arbor: International Monographs in Prehistory.

### YouTube-Filmchen
- onliNEOLITHIC LECTURE-5 Anna Belfer Cohen & Nigel Goring Morris, 2021
- WMUH 2018 Discussion Pollard, Soreq, Pusey, Rak and Belfer Cohen, 2018
- WMUH 2018 Anna Belfer Cohen, 2018